# Parc Nacional de Langtang
El Parc nacional de Langtang és el quart parc nacional del Nepal i fou establit en 1976 com al primer parc nacional de l'Himàlaia. L'àrea protegida sobrepassa un rang altitudinal de 6,450 m (21,161.4 ft) i cobreix una àrea de 1,710 km2 (660.2 sq mi) als districtes de Nuwakot, Rasuwa i Sindhupalchok de la regió central de l'Himàlaia, abastant 26 comitès de desenvolupament comunitari. Està vinculat amb la Reserva natural nacional de Qomolangma al Tibet. El llac Gosaikunda es troba dins del parc. El llac Gosaikunda a 4,300 metres (14,107.6 ft) i la serralada Dorje Lhakpa a 6,988 m (22,926.5 ft) divideixen el parc de nord-oeste a sud-este. El pic Langtang Lirung 7245 m és el punt més alt del parc.
La frontera nord i est del parc nacional coincideix amb la frontera internacional amb el Tibet. El límit occidental segueix els rius Bhote Kosi i Trishuli. La frontera sud es troba a 32 km (19.9 mi) al nord de la vall de Katmandú.

## Història
En 1970, l'aprovació real designà l'establiment del Parc Nacional Langtang com la primera àrea protegida de l'Himàlaia. El parc nacional fou declarat en 1976 i ampliat amb una zona de amortiment de 420 km2 (162.2 sq mi) el 1998. Amb base en les Guíes d'Administració de Zones de Protecció, la conservación de boscos, vida silvestre i recursos culturals rebé la màxima prioritat, seguida per la conservació d'altres recursos naturals i el desenvolupament d'energia alternativa.

## Clima
El clima del parc està dominat pel monsó estiuenc del sud-oest. Les temperatures varien molt a causa de la gran diferència d'altitud en tota la zona. La major part de les precipitacions anuals es produeixen de juny a setembre. D'octubre a novembre i d'abril a maig, els dies són càlids i assolellats i les nits fresques. En primavera, la plutja a tres mil metres d'altitud sol convertir-se en neu a major altura. En hivern, de desembre a març, els dies són clars i templats, mentre que les nits quasi gelades.

## Vegetació
El parc nacional de Langtang posseeix una gran diversitat de 14 tipus de vegetació en 18 tipus d'ecosistemes, des de boscos tropicals elevats per sota dels mil metres d'altitud fins a matorrals alpins i gels perennes.

## Fauna
S'hi troben langurs grisos.